# Episodi di Unbreakable Kimmy Schmidt (seconda stagione)
La seconda stagione della serie televisiva Unbreakable Kimmy Schmidt è stata resa interamente disponibile dal servizio on demand Netflix il 15 aprile 2016.
| nº | Titolo originale               | Titolo italiano                     | Pubblicazione USA | Pubblicazione Italia |
| -- | ------------------------------ | ----------------------------------- | ----------------- | -------------------- |
| 1  | Kimmy Goes Roller Skating!     | Kimmy va a pattinare!               | 15 aprile 2016    | 15 aprile 2016       |
| 2  | Kimmy Goes on a Playdate!      | Kimmy fa giocare i bambini!         | 15 aprile 2016    | 15 aprile 2016       |
| 3  | Kimmy Goes to a Play!          | Kimmy va a teatro!                  | 15 aprile 2016    | 15 aprile 2016       |
| 4  | Kimmy Kidnaps Gretchen!        | Kimmy rapisce Gretchen!             | 15 aprile 2016    | 15 aprile 2016       |
| 5  | Kimmy Gives Up!                | Kimmy si arrende!                   | 15 aprile 2016    | 15 aprile 2016       |
| 6  | Kimmy Drives a Car!            | Kimmy guida!                        | 15 aprile 2016    | 15 aprile 2016       |
| 7  | Kimmy Walks Into a Bar!        | Kimmy entra in un bar!              | 15 aprile 2016    | 15 aprile 2016       |
| 8  | Kimmy Goes to a Hotel!         | Kimmy sta in un albergo!            | 15 aprile 2016    | 15 aprile 2016       |
| 9  | Kimmy Meets a Drunk Lady!      | Kimmy incontra una signora ubriaca! | 15 aprile 2016    | 15 aprile 2016       |
| 10 | Kimmy Goes to Her Happy Place! | Kimmy va nel suo posto felice!      | 15 aprile 2016    | 15 aprile 2016       |
| 11 | Kimmy Meets a Celebrity!       | Kimmy incontra una celebrità!       | 15 aprile 2016    | 15 aprile 2016       |
| 12 | Kimmy Sees a Sunset!           | Kimmy vede un tramonto!             | 15 aprile 2016    | 15 aprile 2016       |
| 13 | Kimmy Finds Her Mom!           | Kimmy trova sua madre!              | 15 aprile 2016    | 15 aprile 2016       |

## Kimmy va a pattinare!
- Titolo originale: Kimmy Goes Roller Skating!
- Diretto da: Tristam Shapeero
- Scritto da: Tina Fey

### Trama
Il 6 giugno 1998 nella Contea di Chickasaw (Mississippi) Titus (al secolo Ronald Wilkerson) ha sposato Vonda, ma poi durante il ricevimento di nozze è fuggito senza dire nulla. Vonda ora pretende 17 anni di alimenti arretrati e Kimmy teme che Titus possa abbandonare anche lei di punto in bianco. Il suo avvocato però scopre che nel 2008 Vonda ha dichiarato Ronald Wilkerson morto e quindi Titus non le deve nulla. Intanto casualmente Kimmy incontra Fallong, che è ancora sposato con Sonja, e Lillian si imbatte nella sua vecchia fiamma Robert Durst. Tutti e quattro vanno insieme a pattinare e Kimmy capisce di essere ancora innamorata di Fallong. Jacqueline invece cerca di reintegrarsi nella tribù di nativi americani del Dakota del Sud.

## Kimmy fa giocare i bambini!
- Titolo originale: Kimmy Goes on a Playdate!
- Diretto da: Jeff Richmond
- Scritto da: Robert Carlock

## Kimmy va a teatro!
- Titolo originale: Kimmy Goes to a Play!
- Diretto da: Linda Mendoza
- Scritto da: Sam Means

## Kimmy rapisce Gretchen!
- Titolo originale: Kimmy Kidnaps Gretchen!
- Diretto da: Robert Carlock
- Scritto da: Allison Silverman

## Kimmy si arrende!
- Titolo originale: Kimmy Gives Up!
- Diretto da: Ken Whittingham
- Scritto da: Josh Siegal e Dylan Morgan

## Kimmy guida!
- Titolo originale: Kimmy Drives a Car!
- Diretto da: Shawn Levy
- Scritto da: Dan Rubin

## Kimmy entra in un bar!
- Titolo originale: Kimmy Walks Into a Bar!
- Diretto da: Maggie Carey
- Scritto da: Leila Starchan

## Kimmy sta in un albergo!
- Titolo originale: Kimmy Goes to a Hotel!
- Diretto da: Steve Buscemi
- Scritto da: Tina Fey e Sam Means

## Kimmy incontra una signora ubriaca!
- Titolo originale: Kimmy Meets a Drunk Lady!
- Diretto da: Claire Scanlon
- Scritto da: Meredith Scardino

## Kimmy va nel suo posto felice!
- Titolo originale: Kimmy Goes to Her Happy Place!
- Diretto da: John Riggi
- Scritto da: Emily Altman e Robert Carlock

## Kimmy incontra una celebrità!
- Titolo originale: Kimmy Meets a Celebrity!
- Diretto da: Tristam Shapeero
- Scritto da: Josh Siegal e Dylan Morgan

## Kimmy vede un tramonto!
- Titolo originale: Kimmy Sees a Sunset!
- Diretto da: Beth McCarthy-Miller
- Scritto da: Azie Dungey e Dan Rubin

## Kimmy trova sua madre!
- Titolo originale: Kimmy Finds Her Mom!
- Diretto da: Michael Engler
- Scritto da: Tina Fey e Sam Means